# 해운대시외버스터미널
해운대시외버스터미널은 부산광역시 해운대구 우동과 중동에 있는 시외버스 터미널이다.
1970년에 해운대고속, 거제현대고속, 경남고속 3개 회사를 중심으로 설립한 것으로 알려지고 있다.
원래 터미널은 해운대역 1번 출구 근처에 있었는데, 이 터미널이 노후화와 함께 포화 상태에 이르자 2012년 9월 11일 부로 부산기계공업고등학교 근처에 수도권 지역으로 운행하는 노선만 정차하는 정류장을 분리, 신설했다. 이후 2016년 1월 29일에 영남권 정류장이 기존 터미널에서 길 건너편으로 신축, 이전하여 행선지별로 이원화된 형태로 운영하고 있다.
현재는 여러 가지 문제로 양 행선지별 터미널이 모두 임시 승강장 형태로 운영 중이다.

## 해운대시외버스터미널(영남권 정류장)
부산광역시 해운대구 우동 552-21에 있는 터미널이다. 구 동해남부선의 해운대역과 부산 도시철도 2호선의 해운대역 2번 출구 근처에 있으며 울산, 경남권 지역 위주로 운행한다.
1970년에 해운대고속, 거제현대고속, 경남고속 3개 회사를 중심으로 설립한 것으로 알려지고 있으며, 정식 터미널이 아닌 시외버스 간이 정류장으로 인가되어 있다. 터미널 설립 당시에는 이 곳에서 수도권 방면 노선까지 모두 운행했으나, 2009년 터미널 부지 소유주인 대신저축은행이 사옥 건물을 건축하게 되면서 터미널 면적이 기존 2,640m2에서 1,652m2로 축소되었다. 터미널 부지가 협소해지자 자연스럽게 터미널 운행 노선이 포화 상태에 이르렀고, 2012년 9월 11일에 별도의 정류장을 신설해 수도권 방면 노선만 분리하였다.
2016년 1월 29일 스펀지 쇼핑몰 맞은편으로 신축해서 이전했으나, 이 일대의 재개발 문제로 2023년 말에 건물이 폐쇄된 후 터미널 옆의 해운대감리교회 등과 함께 모두 철거됐다. 철거된 후에는 해운대감리교회 자리 뒤편 주차장에 컨테이너 등을 올려서 임시 터미널로 이용하고 있다.
구내에 무인발권기가 있으며, 무인발권기 화면 좌측 하단과 승차권의 승객용 부분의 좌측 하단에 해운대고속으로 표기되어 있다.

### 운행 노선
- 2018년 2월 8일 경주행 노선이 신설되었다.
- 해운대 - 동대구 간 노선 구미공단 ~ 구미 추가 연장

| 운행노선        | 운행업체                              | 운행구간 | 운행구간 | 운행구간 | 경유지                                                                       | 배차 간격 (분) | 시간표                                                                                                  |
| --------------- | ------------------------------------- | -------- | -------- | -------- | ---------------------------------------------------------------------------- | -------------- | --- |
| 해운대 ↔ 경주   | 금아여행 아성고속 천마고속 해운대고속 | 해운대   | ↔        | 경주     | 무정차                                                                       | 60             | 첫차:07:20(해운대 기준) 막차:21:20(해운대 기준)                                                         |
| 해운대 ↔ 포항   | 금아여행 아성고속 천마고속 해운대고속 | 해운대   | ↔        | 포항     | 무정차                                                                       | 60             | 첫차:07:40(해운대 기준) 막차:21:40(해운대 기준)                                                         |
| 해운대 ↔ 김해   | 경원여객 해운대고속                   | 해운대   | ↔        | 김해     | 벡스코, 동래고등학교, 동래                                                   | 30             | 첫차:05:50(해운대 기준) 막차:00:30(해운대 기준)                                                         |
| 해운대 ↔ 남마산 | 거제현대고속                          | 해운대   | ↔        | 남마산   | 벡스코, 남산동                                                               | 9회            | 06:50, 09:30, 11:50, 13:10, 14:30, 16:50, 18:10, 20:10, 21:30                                           |
| 해운대 ↔ 방어진 | 해운대고속                            | 해운대   | ↔        | 방어진   | 장산역, 공업탑(대공원앞), 울산                                               | 60             | 첫차:06:00(해운대 기준) 막차:19:30(해운대 기준)                                                         |
| 해운대 ↔ 대구   | 코리아와이드경북 해운대고속           | 해운대   | ↔        | 동대구   | 무정차                                                                       | 15회           | 07:30, 08:20, 09:10, 10:10, 11:00, 11:50, 12:40, 13:40, 14:30, 15:30, 16:20, 17:10, 18:10, 19:10, 20:10 |
| 해운대 ↔ 언양   | 해운대고속                            | 해운대   | ↔        | 언양     | 양산, 신평(통도사)                                                           | 6회            | 07:05, 08:30, 11:15, 13:00, 16:15, 18:20                                                                |
| 해운대 ↔ 울산   | 해운대고속                            | 해운대   | ↔        | 울산     | 공업탑(대공원앞)                                                             | 20~30          | 첫차:06:00(해운대 기준) 막차:01:00(해운대 기준)                                                         |
| 해운대 ↔ 울산   | 해운대고속                            | 해운대   | ↔        | 울산     | 송정, 내리, 기장, 일광, 좌천, 하근, 명례, 남창, 망양, 덕하, 공업탑(대공원앞) | 40~50          | 첫차:05:30(해운대 기준) 막차:21:00(해운대 기준                                                          |
| 해운대 ↔ 장유   | 해운대고속                            | 해운대   | ↔        | 장유     | 동래                                                                         | 10회           | 06:30 07:40 08:40 10:40 12:10 13:40 15:40 16:40 18:10 19:40                                             |
| 해운대 ↔ 창원   | 거제현대고속                          | 해운대   | ↔        | 창원     | 벡스코, 동래고등학교                                                         | 20~30          | 첫차:05:30(해운대 기준) 막차:00:40(해운대 기준)                                                         |
| 해운대 ↔ 통영   | 거제현대고속                          | 해운대   | ↔        | 통영     | 벡스코, 남산동, 마산남부, 진동, 배둔, 고성                                   | 1회            | 06:50                                                                                                   |

## 해운대시외버스터미널(수도권 정류장)
부산광역시 해운대구 중동 1783에 있다. 본래 해운대역 앞에 있던 터미널이 포화 상태에 이르자, 2012년 9월 11일 동백역과 해운대역 사이에 있는 부산기계공업고등학교 근처로 이전해서 생긴 터미널이다.
2023년에 부지가 매각되어 2023년 6월 1일부터 중동역 근처에서 임시 승강장 형태로 이용하고 있다.
수도권 방면 노선만 정차하며, 영남권 지역으로 운행하는 노선은 정차하지 않는다. 단, 인천국제공항 노선은 영남권 터미널에서 운영한다.

### 운행 노선
| 운행 노선             | 운행업체                             | 운행구간 | 운행구간 | 운행구간     | 경유지           | 배차 간격 (분) | 시간표                                                       |
| --------------------- | ------------------------------------ | -------- | -------- | ------------ | ---------------- | -------------- | ------------------------------------------------------------ |
| 해운대 ↔ 고양         | 경남고속                             | 해운대   | ↔        | 고양         | 부산, 부천       | 8회            | 07:00, 08:30, 09:50, 11:20, 15:40, 17:00, 18:10, 23:00(심야) |
| 해운대 ↔ 동서울       | 경남고속                             | 해운대   | ↔        | 동서울       | 기장, 좌천       | 60~90          | 첫차:06:00(해운대 기준) 막차:00:20(해운대 기준)              |
| 해운대 ↔ 서울남부     | 코리아와이드경북 경남고속            | 해운대   | ↔        | 서울남부     | 기장, 좌천       | 4회            | 08:00, 09:40, 15:30, 17:00                                   |
| 해운대 ↔ 안산         | 경남고속                             | 해운대   | ↔        | 안산         | 부산, 오산, 수원 | 11회           | 첫차:06:40(해운대 기준) 막차:23:20(해운대 기준)              |
| 해운대 ↔ 인천국제공항 | 경남고속 코리아와이드경북            | 해운대   | ↔        | 인천국제공항 | 좌천             | 3회            | 24:30, 02:00, 03:30                                          |
| 해운대 ↔ 인천국제공항 | 경남고속 코리아와이드경북            | 해운대   | ↔        | 인천국제공항 | 좌천, 송도       | 1회            | 07:30                                                        |
| 해운대 ↔ 청주         | 경남고속 코리아와이드대성 해운대고속 | 해운대   | ↔        | 청주         | 좌천             | 4회            | 08:00, 11:00, 15:00, 17:00                                   |

## 같이 보기
- 해운대역
- 해운대고속
- 부산종합버스터미널
- 부산서부시외버스터미널